# Коронавірусна хвороба 2019 на Тонга
Епідемія коронавірусної хвороби 2019 на Тонга — це поширення пандемії коронавірусної хвороби 2019 на територію Тонга. Острівна держава Тонга, яка є королівством, та має трохи більше 100 тисяч жителів, є однією з небагатьох країн на землі, де до 2 листопада 2021 року не було зареєстровано жодного хворого на COVID-19. Перший випадок хвороби зареєстровано в особи, яка прибула до країни 29 жовтня 2021 року, та з виявленим позитивним результатом тестування на карантині.

## Передумови

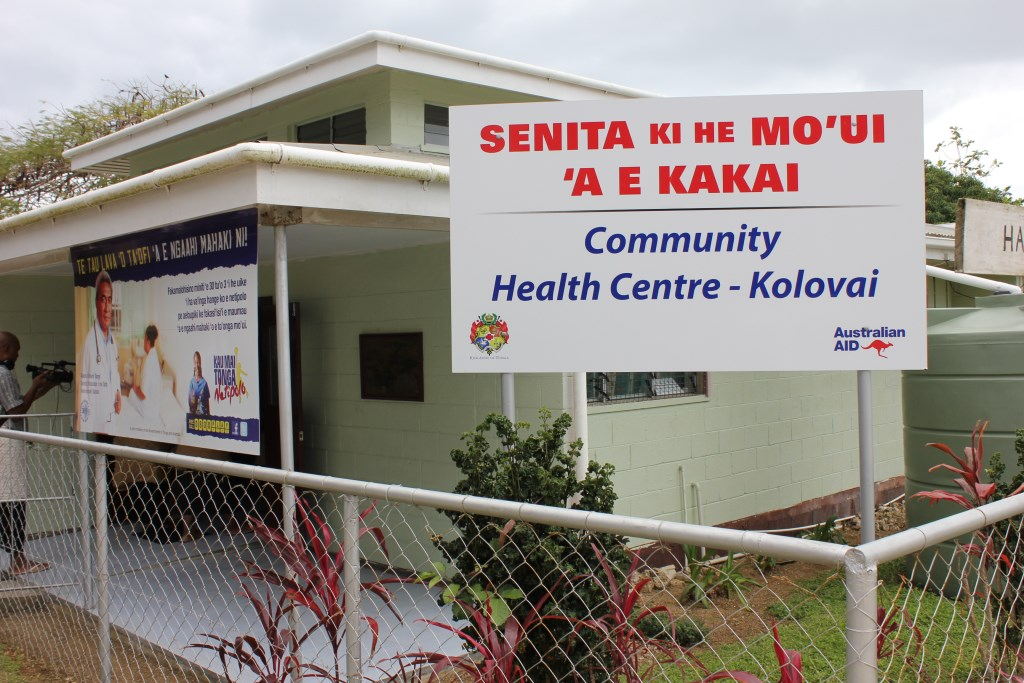
Центр охорони здоров'я Коловаї на Тонзі

Острівна держава Тонга розташована в Тихому океані на схід від Фіджі, на південь від Самоа, та на північ від Нової Зеландії. Тонга складають 172 острови, які мають назви, та займають площу 747 квадратних кілометрів, з них 36 островів заселені, які мають загальну площу 649 квадратних кілометрів.
За даними ВООЗ, Тонга має одну з найкращих систем охорони здоров'я в Тихоокеанському регіоні, до якої входять 3 регіональні лікарні та центральна лікарня Вайола в столиці країни Нукуалофа, 14 місцевих центрів охорони здоров'я, та ще 34 клініки для матерів та дітей.

## Заходи боротьби з поширенням хвороби
20 березня 2020 року на Тонга запроваджений локдаун до 17 квітня 2020 року, який зупинив суспільне життя. Всі іноземці повинні були залишити Тонгу. Тонганці, які повернулись після 20 березня, мали перебувати на карантині протягом 14 днів. У країні заборонені концерти, спортивні змагання, шлюбні церемонії, заходи до дня народження, та поховальні церемонії. Нічні клуби, бари та клуби закриті 25 березня. Жителі країни повинні були дотримуватися правил соціального дистанціювання, зокрема не могло перебувати більш ніж 20 осіб всередині будівлі і 40 на відкритому повітрі. Дозволено працювати супермаркетам, аптекам та магазинам, які торгували життєво необхідними товарами.
Підприємства та заклади Тонга, які зазнали фінансових збитків у зв'язку із запровадженням карантинних заходів, мали отримувати фінансову підтримку за участі державних установ та банків. Австралія надала Тонга фінансову допомогу для боротьби з поширенням хвороби на 12 млн австралійських доларів до 2022 року.

## Хронологія
2 листопада 2021 року в країні було зафіксовано перший випадок захворювання. Уряд Тонга запровадив семиденний локдаун на головному острові Тонгатапу. Громадські заходи, за винятком похоронів, були заборонені, а більшість закладів, крім банків і основних служб, було наказано закрити. Також заборонили продаж алкоголю. У відповідь на новий зареєстрований випадок з'явилися повідомлення про довгі черги біля центрів вакцинації, банків, відділень Western Union і магазинів. Під час карантину 124 особи були заарештовані за порушення цих обмежень.
Станом на 16 січня 2022 року на Тонга був зареєстрований лише один випадок хвороби, який вже одужав.
Політика країни щодо нульового поширення COVID-19 спричинила ускладнення з міжнародною допомогою після виверження вулкану Хунга-Тонга–Хунга-Хаапай у 2022 році. Щоб зберегти країну вільною від вірусу, австралійський рейс гуманітарної допомоги повинен був повернутися на базу після виявлення випадку під час польоту, тоді як корабель «HMAS Adelaide» планував залишитися в морі після того, як 23 члени його екіпажу отримали позитивний результат тестування на COVID-19.
1 лютого прем'єр-міністр Тонга Сіаосі Совалені та міністр охорони здоров'я доктор Сая Піукала підтвердили, що 2 випадки хвороби були виявлені у портових працівників на пристані в Нукуалофі. Двоє робітників та їх родини пішли в ізоляцію на військову базу. Уряд Тонги підтвердив, що країна перейде в режим карантину о 18:00 2 лютого. До 4 лютого кілька контактних осіб портових працівників (одна дружина та двоє дітей, а також можливий четвертий контакт) також дали позитивний результат тестування, а один із портових працівників дав негативний результат другого тесту.
Станом на 5 лютого 2022 року на Тонга було 7 випадків хвороби, у тому числі 5 активних випадків і 2 одужань. У відповідь на зростання кількості випадків хвороби, уряд Тонга продовжив карантин до 18:00 6 лютого 2022 року за місцевим часом.
7 лютого уряд Тонга продовжив загальнонаціональний карантин на 2 тижні у відповідь на зростання кількості випадків хвороби.
Станом на 8 лютого 2022 року на Тонга було 15 випадків хвороби, у тому числі 13 активних випадків і 2 одужання.
Станом на 9 лютого Тонга повідомила про 20 нових випадків за останні 24 години, загальна кількість випадків зросла до 34. Повідомлялося про кластери в Пілі, Фасі, Вайні, Сопу та Халаано. Принаймні 3 хворих одужали.
Станом на 12 лютого в Тонга зареєстровано 66 випадків хвороби, у тому числі 64 активних випадки і 2 одужання.
14 лютого Нова Зеландія виключила Тонга зі списку вільних поїздок внаслідок запровадження карантину через зростання кількості випадків хвороби. Тонгіанці, які прибували до Нової Зеландії з 15 лютого, мали пройти пройти експрес-тест на антиген. Ті, хто прибуває до Нової Зеландії з 22 лютого, мали самоізолюватися протягом 7 днів і пройти експрес-тест на антиген. Станом на 14 лютого Тонга повідомила про 139 випадків зараження, з них 75 – за попередні три дні.
Станом на 16 лютого на Тонга було 130 випадків хвороби, у тому числі 121 активний випадок і 9 одужань.
Станом на 20 лютого на Тонга зареєстровано 234 випадки хвороби, у тому числі 196 активних випадків і 38 одужань.
Станом на 26 лютого на Тонга зареєстровано 355 випадків хвороби, у тому числі 177 активних випадків і 178 одужань.
Станом на 4 березня на Тонга зареєстровано 645 випадків хвороби, у тому числі 342 активні випадки та 303 одужань.
Станом на 10 березня на Тонга було зареєстровано 1220 випадків хвороби, у тому числі 854 активних, а 366 одужали.
11 березня 2022 року Тонга повідомила про першу смерть від коронавірусу. Станом на 11 березня на Тонга було зареєстровано 1382 випадки хвороби, у тому числі 442 активні випадки, 938 одужань та 2 смерті.
Станом на 15 березня на Тонга було зареєстровано 2072 випадки хвороби, включаючи 705 активних випадків, 1365 одужань та 2 смерті.
Станом на 18 березня Тонга повідомила про загалом 1819 активних випадків і 2 смерті. У відповідь на зростання кількості випадків прем'єр-міністр оголосив, що уряд Тонга запровадить «жорсткий карантин», включаючи закриття підприємств на тиждень і обмеження поїздок для відвідування медичних установ і плантацій.
Станом на 19 березня на Тонга зареєстровано 2788 випадків хвороби, у тому числі 964 активних, 1822 одужань і 2 смерті.
Станом на 8 квітня на Тонга було зареєстровано 7665 випадків хвороби, у тому числі 1923 активних, 5733 одужань та 9 смертей.
Станом на 12 квітня на Тонга було зареєстровано 8444 випадки хвороби, у тому числі 1790 активних випадків, 6645 одужань та 9 смертей.
Станом на 14 квітня на Тонга зареєстровано 8761 випадок хвороби, у тому числі 1850 активних, 6900 одужань та 11 смертей.
Станом на 19 квітня було зареєстровано 9106 випадків хвороби, з них 1473 активних, 7622 одужання та 11 смертей.
Станом на 26 квітня було зареєстровано 9697 випадків хвороби, у тому числі 1259 активних, 8427 одужань та 11 смертей.
Станом на 2 травня зареєстровано 10196 випадків хвороби, з них 1262 активні, 8923 одужання та 11 смертей.
Станом на 12 травня було зареєстровано 10950 випадків хвороби, у тому числі 954 активних, 9985 одужань та 11 смертей.
Станом на 26 травня було зареєстровано 11500 випадків хвороби, у тому числі 614 активних, 10875 одужань та 11 смертей.
Станом на 14 червня зареєстровано 11909 випадків хвороби, з них 380 активних, 11517 одужань та 12 смертей.
Станом на 23 червня зареєстровано 12079 випадків хвороби, з них 846 активних, 11821 одужання та 12 смертей.
Станом на 8 липня на Тонга зареєстровано 12382 випадки хвороби, у тому числі 147 активних, 12223 одужань та 12 смертей.
Станом на 19 липня зареєстровано 12439 випадків хвороби, з них 144 активних, 12283 одужань та 12 смертей.
Станом на 26 серпня зареєстровано 15235 випадків хвороби, з них 906 активних, 14317 одужань та 12 смертей.
Станом на 8 вересня зареєстровано 16182 випадки, з них 532 активні, 15638 одужань та 12 смертей.
Станом на 30 січня 2023 року в Тонга зареєстровано 16734 випадки захворювання, у тому числі 1083 активних, 15638 одужань і 13 смертей.

## Вакцинація проти COVID-19
5 серпня 2021 року уряд Тонга запровадив законодавство про внесення змін до закону про охорону здоров'я, щоб дозволити обов'язкову вакцинацію проти COVID-19. У першому читанні законопроект був прийнятий 17 голосами «за» проти 0.
Станом на 2 лютого 2022 року 85 % відповідного населення Тонга були двічі вакциновані. Після спалаху на початку лютого Австралія та Нова Зеландія підтвердили, що вони швидко відстежуватимуть постачання вакцини на Тонга.
До 18 березня 2022 року 98 % населення Тонга отримали першу дозу вакцини; 90 % отримали другу доза; і 47 % отримали ревакцинацію.